# Oberea pupillata
Oberea pupillata es una especie de escarabajo longicornio del género Oberea, subfamilia Lamiinae. Fue descrita científicamente por Gyllenhal en 1817.
Se distribuye por Lituania, Ucrania, Macedonia, Chequia, Croacia, Bosnia y Herzegovina, Eslovaquia, Eslovenia, Estonia, Moldavia, Austria, Rusia europea, Letonia, Francia, Bielorrusia, Yugoslavia, Bélgica, Alemania, Grecia, Hungría, Italia, Polonia, Rumania y España. Mide 13-18 milímetros de longitud. El período de vuelo de esta especie ocurre en .
Parte de la dieta de Oberea pupillata se compone de plantas de la familia Caprifoliaceae.

## Descripción
Estos escarabajos tienen un cuerpo largo y delgado. La cabeza, el tórax y el abdomen tienen aproximadamente el mismo ancho y los élitros no se estrechan. La cabeza y las antenas son negras; las antenas son más cortas que el cuerpo. El pronoto es anaranjado con dos manchas negras alargadas a los lados. Los élitros son en su mayoría oscuros, amarillentos en la base y bastante peludos. El cuerpo es anaranjado, con marcas negras en los costados y debajo del abdomen. El último segmento abdominal muestra una marca negra. Las patas son de color naranja.

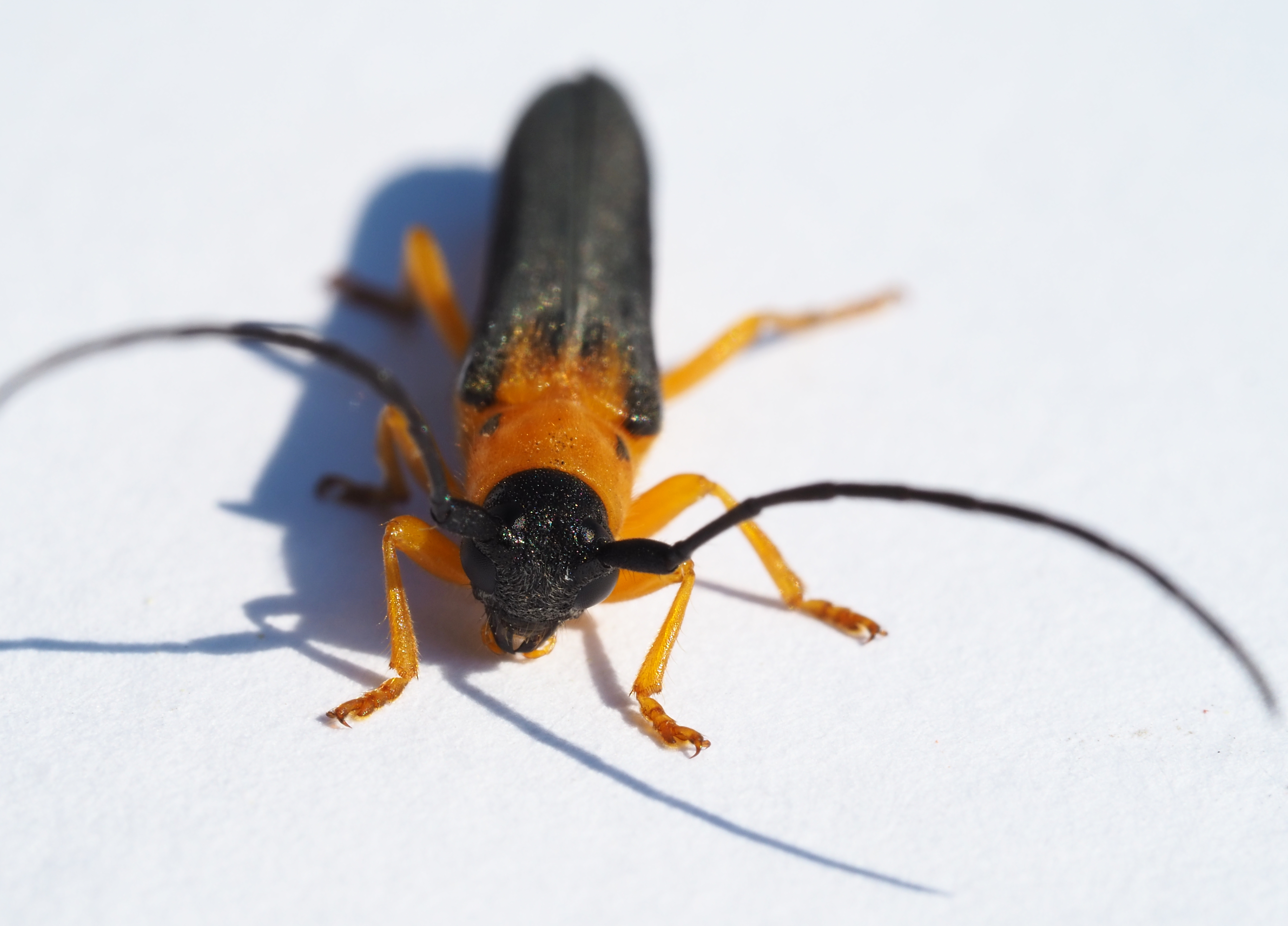
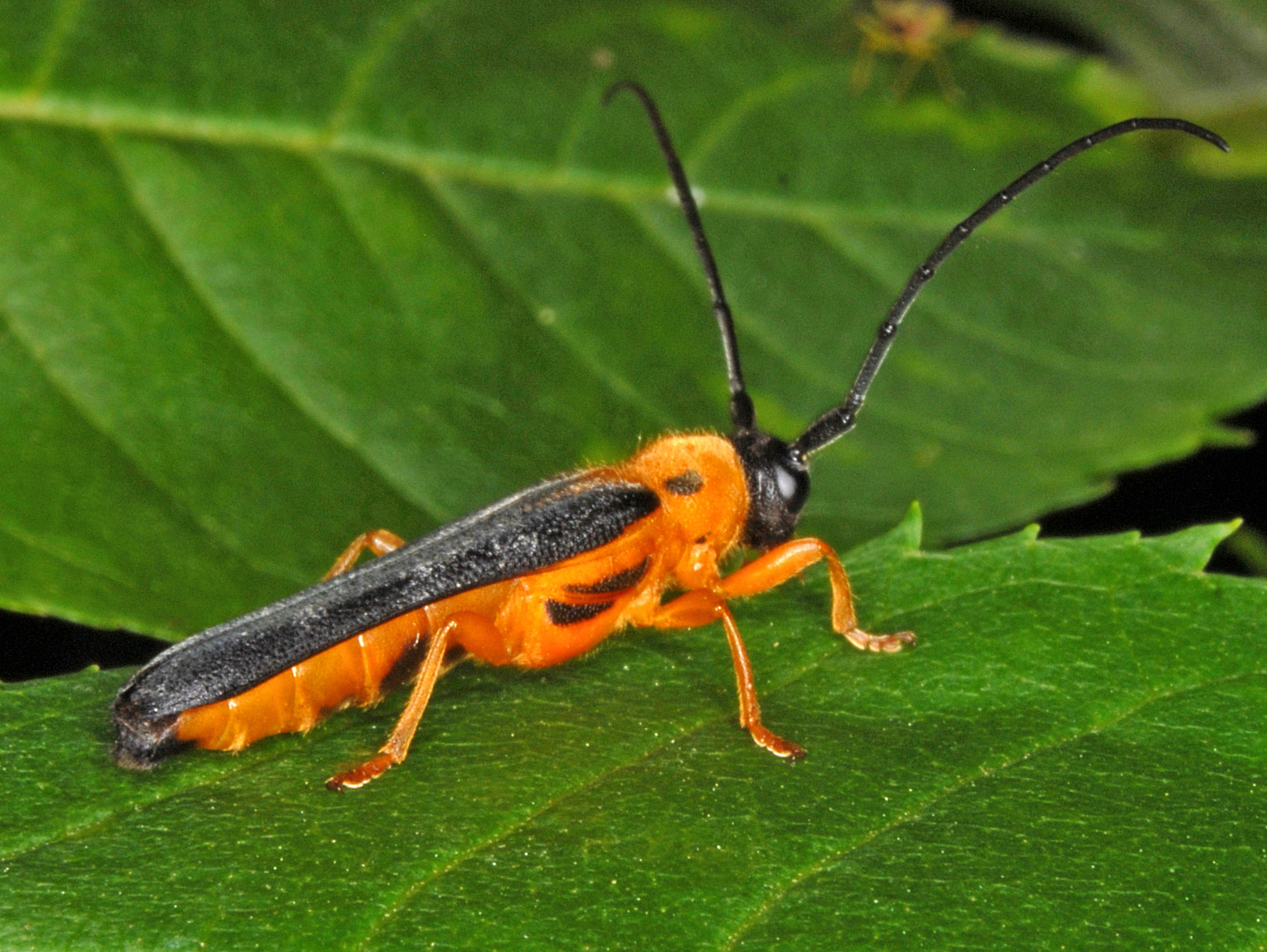
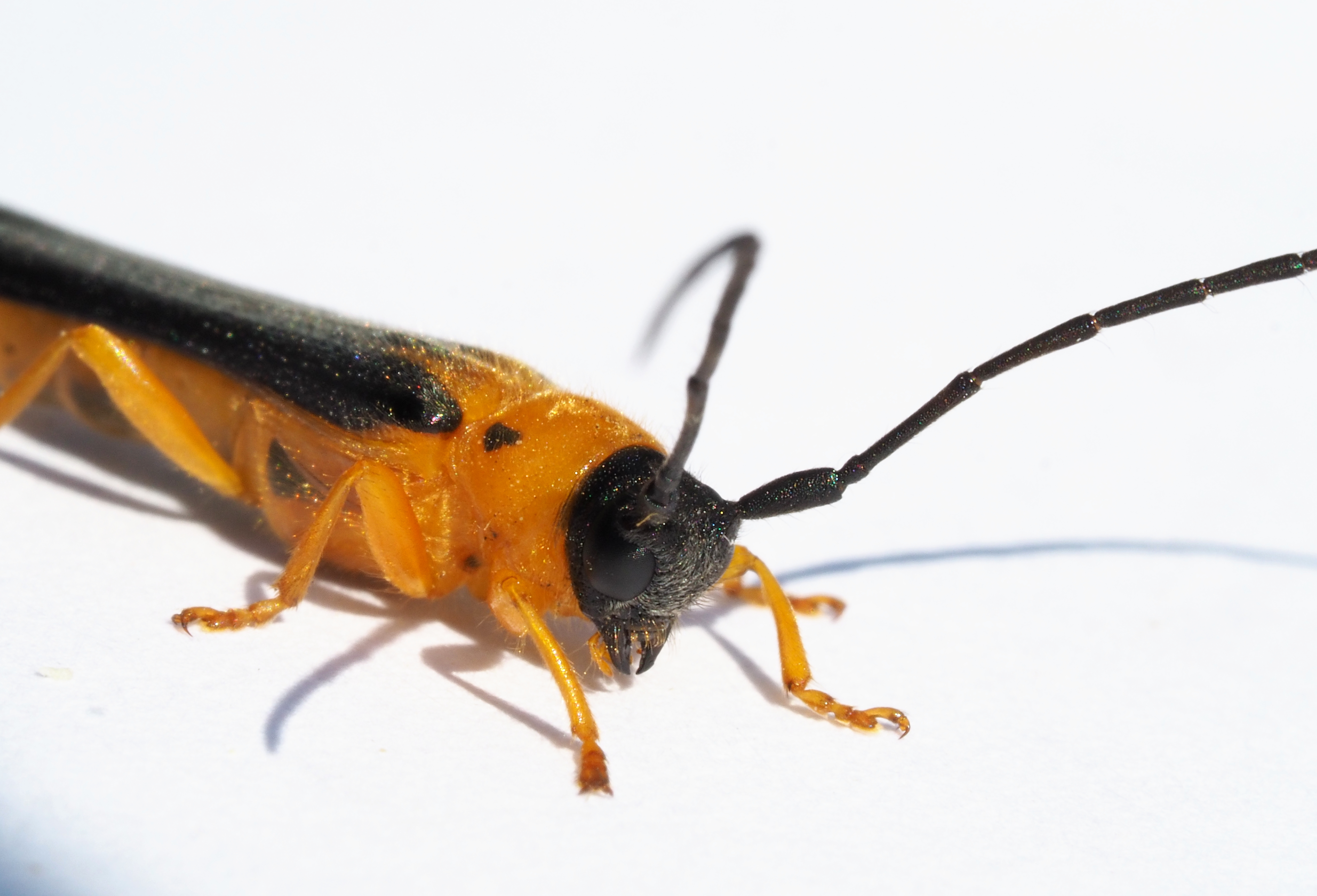
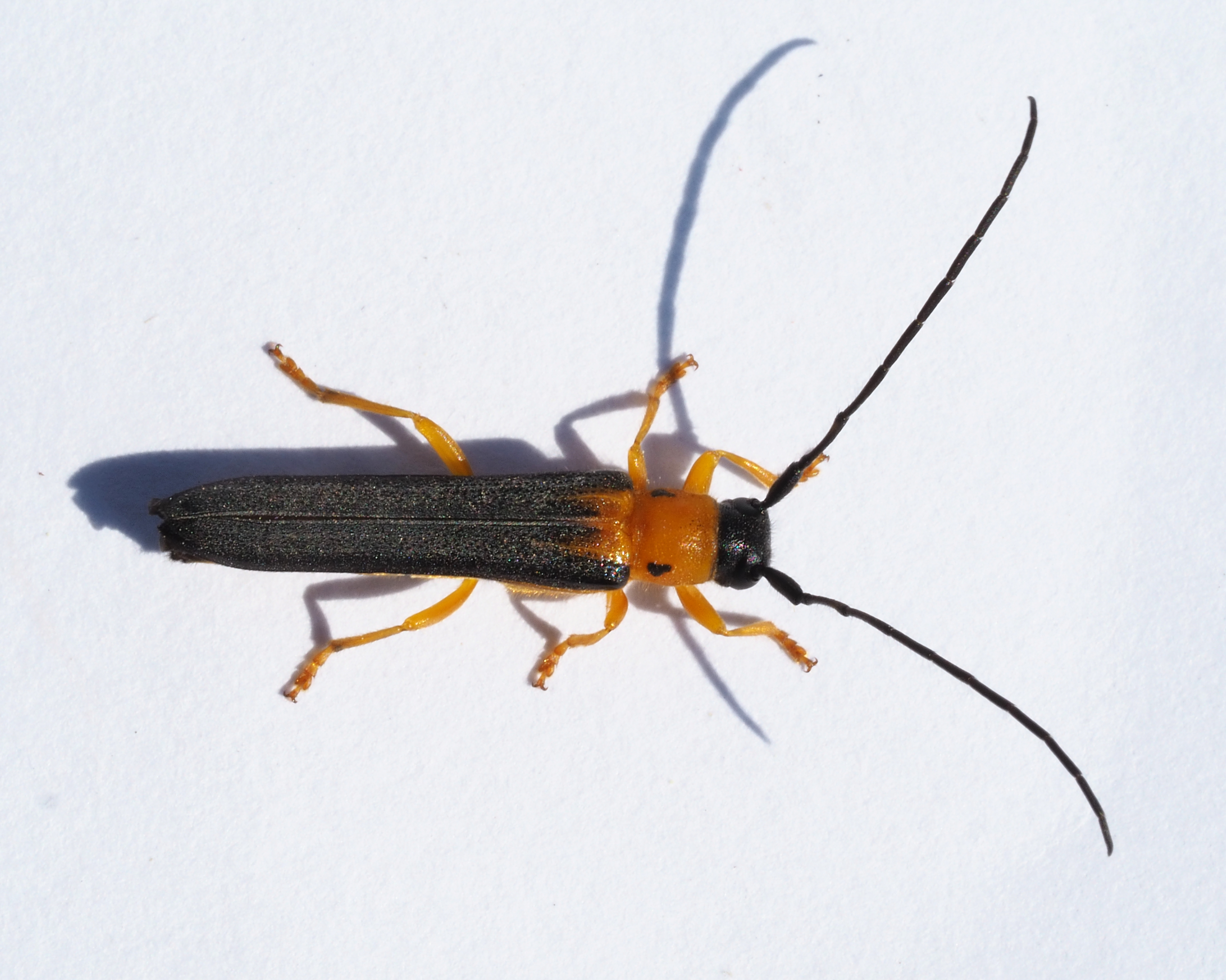